# Мирко Цветкович
Ми́рко Цве́ткович (серб. Мирко Цветковић; нар. 16 серпня 1950, Заєчар) — прем'єр-міністр Сербії. 27 червня 2008 президент Борис Тадич вибрав Цветковича для нового прем'єр-міністра після парламентських виборів, які були проведені в травні.
Закінчив економічний факультет Белградського університету. Там захистив кандидатську дисертацію.
Цветкович працював в Гірничому інституті протягом десяти років і потім в Економічному інституті протягом ще шести років, після цього працював сім років консультантом у консультативно-дослідницькій фірмі CES Mecon. У період 1998–2001 був радником з економічних проблем у Добувному інституті, а з січня 2001 працював заступником міністра економіки і приватизації. З 2003 до 2004 був директором Агентства приватизації, а в 2005 став Спеціальним радником при Консультації селекторного зв'язку президента.
У 1980-х був зовнішнім консультантом Світового банку у ряді проєктів у Пакистані, Індії, Сомалі, Туреччині, Запоріжжі, Майкопі, Вашингтоні та Мадриді.
Цветкович одружений та має двох дітей. Він також говорить англійською мовою.